# Bayly Bay
Die Bayly Bay ist eine 500 m breite und 2 km lange Bucht an der Ingrid-Christensen-Küste des ostantarktischen Prinzessin-Elisabeth-Lands. Sie liegt am Rand der Vestfoldberge. Ihre Einfahrt ist durch drei Inseln besetzt.
Das Antarctic Names Committee of Australia benannte sie 1991 nach dem neuseeländischen Limnologen Ian Albert Edgar Bayly (* 1934) von der Monash University in Melbourne, der als Kapazität für Ruderfußkrebse im Gebiet um die Bucht tätig war.